# Rosée (Florennes)
Pour les articles homonymes, voir Rosée (homonymie).
Rosée (en wallon Rôzêye) est une section de la commune belge de Florennes située en Région wallonne dans la province de Namur.
C'était une commune à part entière avant la fusion des communes de 1977.

## Évolution démographique
- Source: DGS, 1831 à 1970=recensements population, 1976= habitants au 31 décembre

## Histoire
La mention la plus ancienne du village date d'environ 1050 et renseigne la villa de Rolceas, qui signifie "lieu de roseaux". Mais le site était déjà occupé durant la préhistoire comme l'atteste la découverte d'une hache de silex. Sous la période romaine y passait une route menant à la villa de Anthée. Un cimetière mérovingien comprenant 65 tombes et différents objets et bijoux a été mis au jour dans le hameau de Jusaine.
Sous l'ancien régime, Rosée faisait partie du comté de Namur et dépendait du bailliage de Bouvignes. Le village était divisée en deux seigneuries:
- la seigneurie hautaine avec le château, actuellement ferme de la Laiterie, qui comprenait au XVIIIe siècle trois tours carrées,
- la seigneurie des Chaudrons, avec la ferme de la Chevalerie, appelée jadis "de la Charlerie". C'est une grosse ferme clôturée en moellons de calcaire, principalement de la deuxième moitié du XIXe siècle, mais qui intègre des bâtiments plus anciens. C'était l'ancien siège du fief des Chaudrons, aux mains de la famille de Rifflart au XVIe siècle, puis des Souhait, de 1595 à 1698.

Les deux seigneuries furent réunies en 1708 par les Jacquier de Rosée.
Le village est formé de nombreuses petites maisons et fermes en moellons de calcaire souvent chaulées ou enduites, la plupart du XIXe siècle. Le centre du village s'est déplacé après la création de la grand-route Philippeville-Dinant en 1824-1826.
L'ancien centre était situé au carrefour des rues de la Bruskaie et des Forges, non loin de la ferme de la Laiterie, où une butte rappelle le site de l'église antérieure, dépendance de l'abbaye de Floreffe.
En 1914, les Allemands traversent Rosée et y incendient 14 maisons. En 1940, l’armée française y livre ses derniers combats et Rosée subit quelques bombardements.

## Liste des bourgmestres de 1830 à 1977
- Théophile de Cesve, de 1848 à 1854, (tendance catholique).

## Patrimoine et folklore

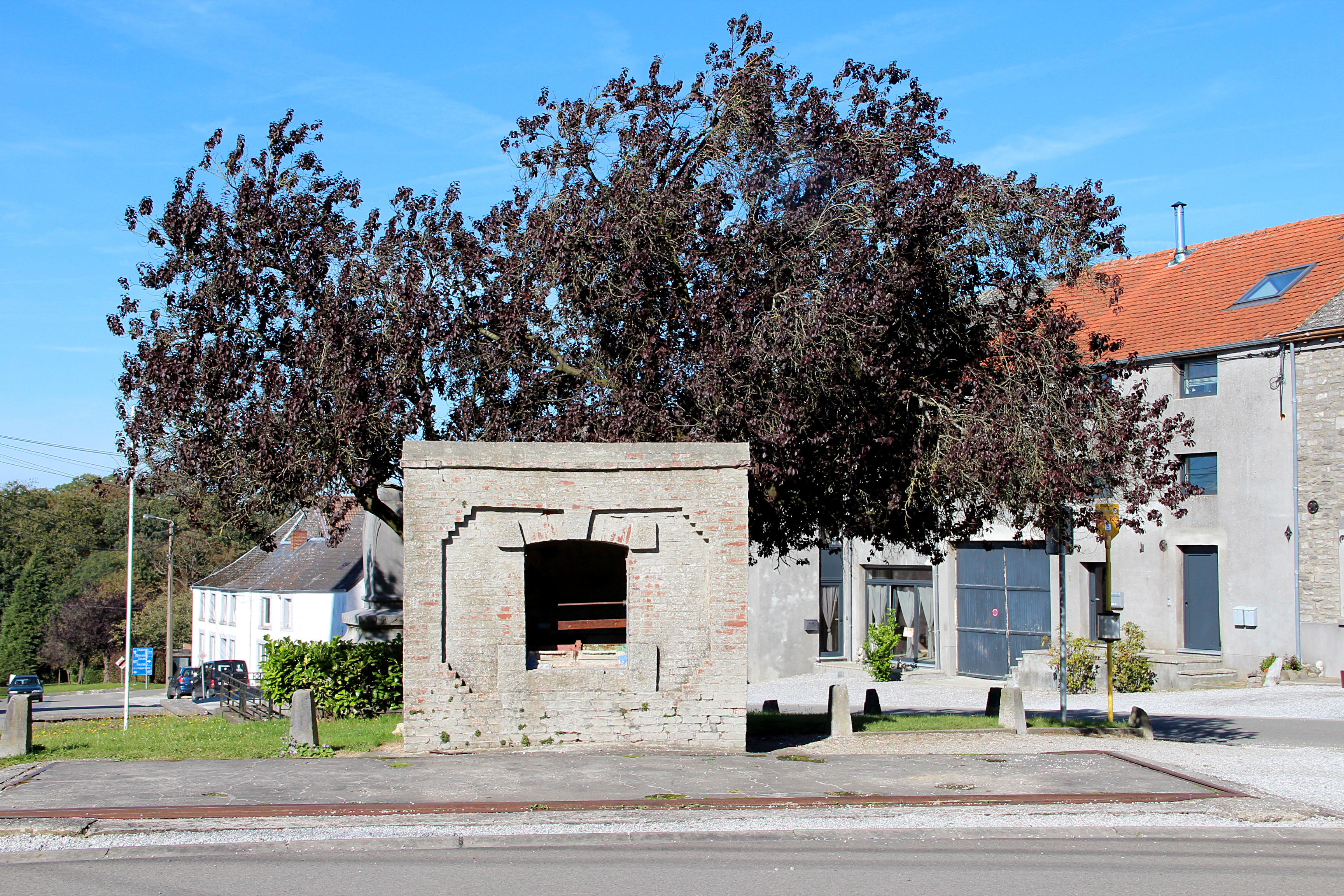
La bascule publique du village.

### Patrimoine architectural
- L'église Saint-Rémy fut construite vers 1870 en brique et pierre bleue elle de style néo-gothique. Elle contient un maître-autel en marbre du XVIIIe siècle et des autels latéraux en bois du XVIIe siècle[3].
- Ferme de la Chevalerie, route Charlemagne. Jadis appelée de la Charlerie, ancien siège du fief des Chaudrons, l'un des deux fiefs de la seigneurie de Rosée au XVIe siècle puis, de 1595 à 1698 aux Souhait et enfin à partir de 1708 au Jacquier. Ferme clôturée principalement de la 2e moitié du XIXe siècle mais qui renferme des bâtiments plus anciens[3].
- Château de Rosée, rue du Pont de la Cour. Construit en 1965, en remplacement du château de style néo-classique datant du 1er quart du XIXe siècle détruit en 1944[4].
- Ecole et poste, place de Rosée. Construite dans le 2e tiers du XIXe siècle[5].
- Ferme de la Laiterie, rue des Ruelles. Mentionné au XVIIIe siècle comme « château », siège de la seigneurie de Rosée. Altéré par l'adjonction en 1936 d'un bâtiment de la laiterie et aménagé en 1974 en un gîte rural. Ensemble construit à partir de 1688 par les Jacquier, seigneurs de Rosée et des Chaudrons. L'ensemble forme un quadrilatère en moellons de calcaire de la 2e moitié du XVIIe siècle[5].

## Personnalités
- Théophile de Cesve (1803-1881), maître de forges et sénateur, fut bourgmestre de Rosée de 1848 à 1854.